# Visão do Paraíso
Visão do Paraíso. Os motivos edénicos no descobrimento e colonização do Brasil é um livro do historiador brasileiro Sérgio Buarque de Holanda (1902-1982). Publicado em 1959, pela Editora José Olympio, o texto originou-se da tese elaborada pelo autor em 1958 no contexto do concurso que o conduziria à cátedra de História da Civilização Brasileira da Universidade de São Paulo.
O livro aborda e analisa os mitos edénicos aos quais recorre grande parte das narrativas acerca do descobrimento e colonização da América escritas entre o final do século XV e o século XVIII. Os motivos edénicos investigados por Sérgio Buarque  eram representações coletivas, nas quais se associava o continente americano ao bíblico Jardim do Éden.
Visão do paraíso é um dos mais significativos e eruditos textos da historiografia brasileira, sendo representativo da corrente historiográfica chamada história das mentalidades.